# Schafhübel
Schafhübel ist ein Gemeindeteil der Gemeinde Feilitzsch im Landkreis Hof (Oberfranken, Bayern). Schafhübel liegt in der Gemarkung Zedtwitz.

## Geografie
Der Weiler bildet mit Zedtwitz im Südwesten eine geschlossene Siedlung. Diese liegt auf freier Flur am Rohrbach, einem rechten Zufluss der Nördlichen Regnitz. Die Kreisstraße HO 14 führt nach Zedtwitz (0,3 km südwestlich) bzw. nach Feilitzsch (1,9 km östlich).

## Geschichte
Von 1797 bis 1810 unterstand Schafhübel dem Justiz- und Kammeramt Hof. Infolge des Ersten Gemeindeedikts wurde Schafhübel dem 1812 gebildeten Steuerdistrikt Isaar und der zugleich entstandenen Ruralgemeinde Zedtwitz zugewiesen. Am 1. Mai 1978 wurde Schafhübel im Zuge der Gebietsreform in Bayern nach Feilitzsch eingemeindet.

### Einwohnerentwicklung
| Jahr      | 1861  | 1871  | 1885  | 1900  | 1925   | 1950   | 1961   | 1970   | 1987   |
| Einwohner | 71    | 77    | 70    | 49    | 54     | 112    | 66     | 33     | *      |
| Häuser    |       |       | 10    | 7     | 10     | 9      | 11     |        | *      |
| Quelle    | [ 6 ] | [ 7 ] | [ 8 ] | [ 9 ] | [ 10 ] | [ 11 ] | [ 12 ] | [ 13 ] | [ 14 ] |

## Religion
Schafhübel ist evangelisch-lutherisch geprägt und war ursprünglich nach St. Michaelis (Hof) gepfarrt. Seit 1958 gehört Schafhübel zur neu gebildeten Kirchengemeinde Zedwitz, die zur Pfarrei Hospitalkirche Hof gehört.